# Élisabeth Pinto-Mathieu
Élisabeth Pinto-Mathieu est agrégée de lettres modernes et professeur de langue et littérature médiévales à l’université d’Angers, ancienne élève de l’École normale supérieure de jeunes filles.  Elle est mariée et a deux enfants.

## Domaines et orientations de recherches
Née le 15 février 1965, ses domaines de recherche sont les IXe-XVe (avec prédilection pour XIIe-XIIIe), ainsi que l’hagiographie, les contes religieux, les exempla.
Elle a soutenu sa thèse en 1992. Cette dernière porte sur Sainte Marie-Madeleine dans la littérature latine et vernaculaire du Moyen Âge, sous la direction d'Alain Michel et Michel Zink (Paris-IV).
Son HDR (habilitation à diriger des recherches), soutenue en 2006 à Paris-IV, porte sur les  Écritures médiévales du sacré, sous la direction de Michel Zink (Collège de France).

## Publications
Ouvrages
- Le Roman de Mélusine de Coudrette et son adaptation allemande dans le roman en prose de Thuring von Ringoltingen, Göppingen, Kümmerle, 1990.
- Marie-Madeleine dans la littérature du Moyen Âge, Beauchesne, 1997  (ISBN 2701013569)
- Les représentations littéraires de la sainteté, du Moyen Âge à nos jours, P.U.F. 2005.  (ISBN 9782840504252)
- La Vie des Pères : genèse de contes religieux du XIIIe siècle. 2009.  (ISBN 9782745318053)

Articles (références résumées)
- Le Scivias d’Hildegarde de Bingen, une nouvelle Apocalypse ? in Autour de Hildegarde de Bingen. Médiévales 10, Univ. d’Amiens, 2000, p. 108-119.
- Convertir au théâtre : le Paphnutius de Hrotsvitha de Gandersheim. In Langues, codes et conventions de l’ancien théâtre. Éd. Champion, 2002, p. 177-190.
- La Bible dans le Liber manualis de Dhuoda (IXe siècle) in Bible et littérature, éd. Champion, 2003, p. 21-34

Traductions
- Le jugement de Renart, LGF/Livre de Poche 1997
- Baudouin de Flandre, LGF/Livre de Poche 2011